# AeroGieo
AeroGieo sp. z o.o. (ros. Общество с ограниченной ответственностью "АэроГео") – rosyjskie linie lotnicze z siedzibą w porcie lotniczym Jenisejsk, posiadające bazy Siewierny i Jarki. 
Posiadana flota: AS-350B3 (1), Bell 429 (1), Cessna T206H (1), Cessna 208B (3), EC-120B (1), PC-12/47 (1), R-44-II (3), Mi-2 (2), Mi-8МТВ-1 (2), Mi-8Т (14). 